# صندوق تنمية أصول جمهورية اليونان
صندوق تنمية أصول جمهورية اليونان (HRADF ؛ اليونانية: Ταμείο Αξιοποίησης Ιδιωτικής Περιουσίας του Δημοσίου ، Tameio Axiopoiisis Idiotikis Periousias tou Dimosiou) أو TAIPED (اليونانية: ΤΑΙΠΕΔ)  هي شركة تابعة مباشرة للمؤسسة اليونانية للأصول والمشاركات. يستغل صندوق تنمية الموارد البشرية أصول الدولة اليونانية التي تم تخصيصها له ويدير تنفيذ برنامج الخصخصة في اليونان، وعلى وجه التحديد، تنفيذ خطة تطوير الأصول "ADP".